# Morte di Pilato
La Morte di Pilato è un apocrifo del Nuovo Testamento facente parte del Ciclo di Pilato, riferito a Ponzio Pilato, prefetto della Giudea (26-36) implicato nel processo di Gesù. È composto in latino e risale al medioevo. In particolare il principale manoscritto di riferimento (Biblioteca Ambrosiana L58) è del XIV secolo.
Ha in comune molti temi presenti negli apocrifi Vendetta del Salvatore e Guarigione di Tiberio, probabilmente derivando questi tre racconti da un testo precedente, forse del VI secolo.
Il testo racconta che l'imperatore Tiberio Cesare è affetto da una grave malattia e, avendo sentito parlare di un medico di nome Gesù, lo fa chiamare. Un suo dipendente di nome Volusiano si reca da Pilato che gli dice di averlo crocifisso, essendo un malfattore. Volusiano incontra poi la Veronica che gli parla di un panno da lei dato a Gesù mentre stava predicando e sul quale era rimasto impresso miracolosamente il suo volto. Veronica va a Roma e mostra a Tiberio il panno che guarisce istantaneamente. Tiberio ordina l'arresto e la condanna a morte di Pilato che si uccide accoltellandosi. Il suo corpo è gettato nel Tevere, poi nel Rodano a Vienne e quindi è portato a Losanna.